# 3レーシング
3レーシング（3RACING、精確実業公司）とは、RCカーの開発や生産、販売などを行う香港のメーカーである。

## 概要
1995年、設立。自社製のRCカーやそのオプションパーツを手掛ける他にも、他社製シャーシ用のオプションパーツも多数リリースしている。
同社のシャーシはピンクのアルマイトカラーが特徴的。

## 代表的な製品
- SAKURA FF

フロントモーター・フロントドライブ方式（FF）のEPツーリングカー。
- SAKURA XI

3レーシングのハイエンドEPツーリングカー。2ベルトドライブ4WDのシャーシ。
- SAKURA ULTIMATE

SAKURA XIなどでの経験を元に再設計された競技用マシン。フローティングサーボマウントを採用した。
- SAKURA XI SPORT

SAKURA ULTIMATEなどでの経験を元に改良されたエントリーレベルシャーシ。コストパフォーマンスが良く、日本でも使用しているユーザーが見受けられる。
- F113

ダイレクトドライブRWDのハイエンドフォーミュラカー。
- SAKURA D3 CS SPORT

3ベルト・フロントモーターというドリフト走行用シャーシ。シャーシにはハニカム構造が見られる。リアにはディフューザーが標準装備となっている。
- SAKURA D4

ドリフト向けのシャーシ。AWDとRWDの2つのバージョンがある。Y型フロントサスアームを採用している。